# ČSD-Baureihe SM 488.0
Die Fahrzeuge der Baureihe SM 488.0 (heute Baureihe 560) sind elektrische Triebzüge für den Regionalverkehr der einstigen Tschechoslowakischen Staatsbahn (ČSD) auf dem mit 25 kV Wechselspannung und 50 Hz elektrifizierten Streckennetz.

## Geschichte
Die Entwicklung dieser Wechselstromtriebzüge und der anschließenden Reihe EM 488.0 geht auf das Jahr 1962 zurück, als vom Verkehrsministerium der Tschechoslowakei der Auftrag für zunächst zwei Prototypen gegeben wurde. Im Verlauf der Entwicklung und der Fertigung wurden die Anforderungen mehrfach präzisiert; das Ministerium verlangte eine Erhöhung der maximalen Geschwindigkeit, eine Vielfachsteuerung und den Ersatz des Nockenschaltwerkes durch eine Schaltung mit Thyristor.
Zwei Prototypen fertigte die Vagonka Tatra in Studénka und die MEZ Vsetín im Jahr 1966 als dreiteilige Einheit mit der Bezeichnung SM 487.0. Sie bestand aus je einem Trieb-, Mittel- und Steuerwagen. Sehr bald stellte sich heraus, dass bei dieser Zugbildung das Platzangebot nicht ausreichte. Deshalb wurden die Serieneinheiten 1970 und 1971 mit je zwei Trieb- und drei Mittelwagen ausgeführt.
Mit der Umstellung auf EDV-gerechte Triebfahrzeugnummern änderte sich die Stammnummer der Triebwagen auf 580 und die der Mittelwagen auf 060, und die Ordnungsnummern wurden dreistellig. Bei der Trennung der ČSD in die beiden Nachfolgeunternehmen ČD und ŽSR wurden die Einheiten entsprechend ihren Einsatzgebieten aufgeteilt. Beide Nachfolgeunternehmen behielten den EDV-Nummernplan von 1988 bei. Bei den ČD erhielten die Mittelwagen nach 2007 Reisezugwagennummern und -gattungszeichen.

## Technische Merkmale
Die Wagen sind als Großraumfahrzeuge konzipiert. Wagenbaulich entsprechen sie den etwas später gebauten Gleichspannungseinheiten der Reihe EM 488.0, ab 1988 Reihe 460. Die Triebwagen besitzen ein Großraum- und ein Gepäckabteil, die Mittelwagen zwei Großraumabteile und jeweils zwei Endeinstiegsräume sowie einen Mitteleinstieg, der als Doppeltüreinstieg ausgerüstet ist. Die Einstiegstüren sind UIC-Drehfalttüren, die Ladetüren der Gepäckräume zweiflügelige und nach außen öffnende, die Führerstandstüren einflügelige und nach innen öffnende Klapptüren. Die Fenster der Fahrgasträume sind Übersetzfenster.
Der Wagenkasten ist eine selbsttragende Stahlkonstruktion in Schweißbauweise. Jeder Wagen läuft auf zwei Drehgestellen. Bei den Triebwagen sind unter dem Fahrzeugboden jeweils vier Fahrmotoren längs aufgehängt, die über Gelenkwelle und Achsgetriebe ihr Drehmoment auf die Achsen weitergeben. Das Bremssystem der Fahrzeuge besteht aus Handbremse, direkter pneumatischer Bremse für die Triebwagen und indirekter pneumatischer Bremse für den gesamten Zug. Bei jedem Drehgestell befindet sich ein Bremszylinder mit einem Durchmesser von 14 Zoll. Alle Räder werden beidseitig mit Klötzen gebremst.
Auf dem Dach der Triebwagen befinden sich zwei Scherenstromabnehmer. Bei den ŽSR wurden später die Stromabnehmer auf den Führerstandsenden mangels Bedarfs abgebaut. Etwa in der Mitte des Triebwagens ist unterflur der Haupttransformator aufgehängt. Er hat die Bezeichnung LTS 1.3 und ist ölgekühlt. Der Strom für die Fahrmotoren wird von einem Gleichrichter mit Thyristorsteuerung gespeist. Die Fahrmotoren sind sechspolige Reihenschlussmotoren. Die Triebwagen sind mit einer elektrodynamischen Bremse ausgerüstet. Sie hatte ursprünglich eine Stufe, hat nach der Rekonstruktion zwei Stufen und arbeitet in dem Bereich von 20 km/h bis 110 km/h.
Anders als die Einheiten der Baureihe 451, die mit Scharfenbergkupplungen ausgerüstet ist, wurden die Wagen dieser Einheiten mit Schraubenkupplungen und Seitenpuffern ausgeführt. Das betrifft auch die Kupplungen der Wagen untereinander. Die Wagen sind freizügig kuppelbar; dadurch verkehrten unterschiedlich lackierte Wagen in einer Einheit.

## Einsatz
Die Triebzüge sind seit 2023 bei den ČD und ZSSK nicht mehr im Einsatz. Zuvor wurden sie im S-Bahn-ähnlichen Verkehr in den Ballungsräumen rund um Brno, Bratislava und Trnava eingesetzt. Die in Brno eingesetzten Einheiten verkehrten mit vier Mittelwagen.